# Double monarchie franco-anglaise
1422–1453
La double monarchie franco-anglaise (ou l'« union des deux couronnes », selon l'expression plus exacte, de l'époque,) est un vocable historiographique désignant l'union du royaume de France et du royaume d'Angleterre, construction politique consécutive au traité de Troyes lors de la seconde phase de la guerre de Cent Ans.

## Voir aussi

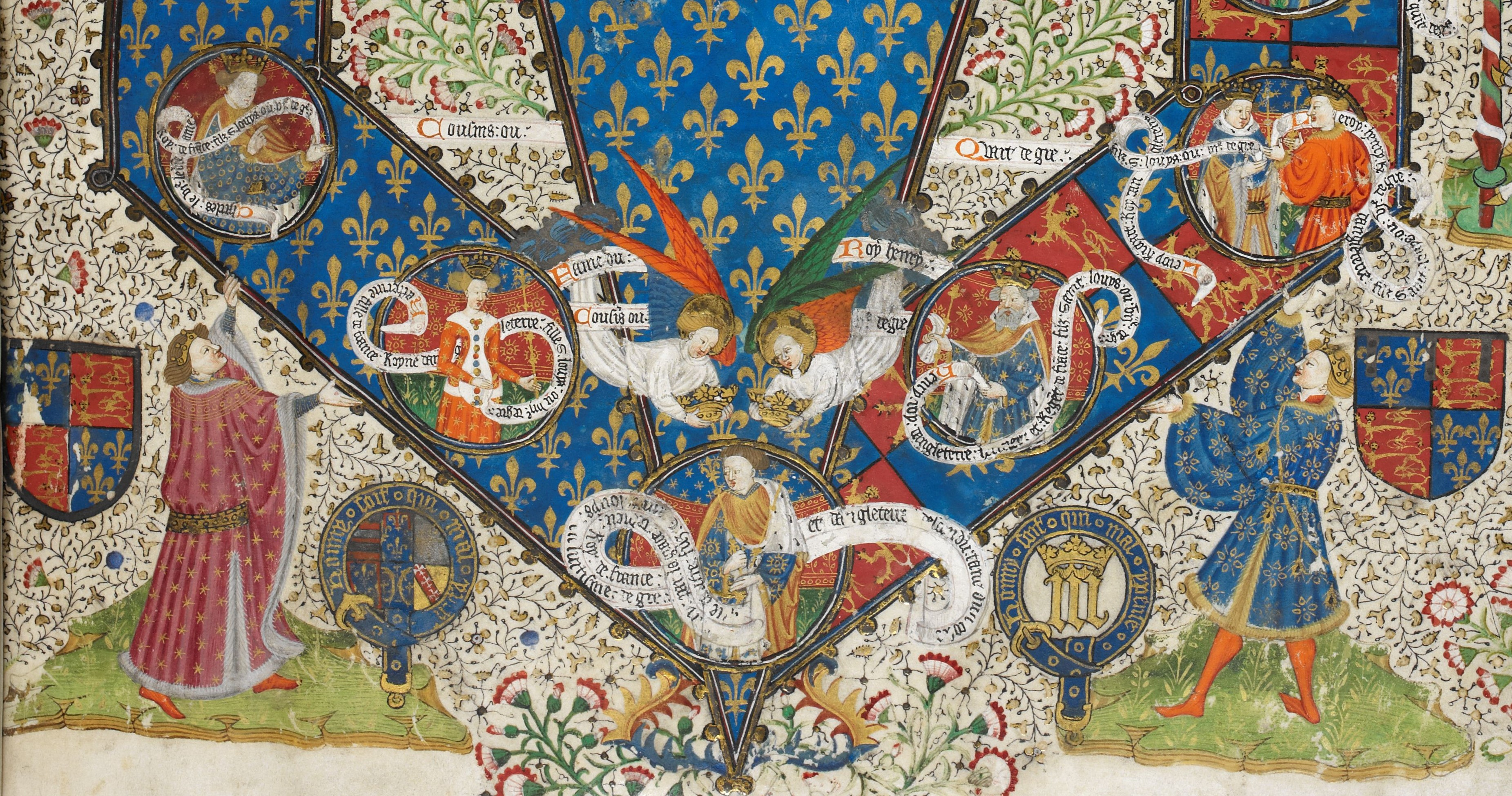
Arbre généalogique des dynasties royales française et anglaise. La jonction des branches aboutit à l'union des deux couronnes en la personne d'Henri VI (roi d'Angleterre).
Détail d'une enluminure ornant le Livre de Talbot-Shrewsbury, vers 1445, British Library.